# Isidro Figueras
Figueras  Pascual est un nom espagnol. Le premier nom de famille, en général paternel, est Figueras ; le second, en général maternel, souvent omis, est Pascual.
Isidro Ramón Figueras Pascual, né le 1er ou le 2 janvier 1913 à Barcelone et mort le 1er mars 1998 à Toulouse, est un coureur cycliste espagnol, dont la carrière se déroule avant le début de la Guerre civile espagnole.

## Biographie
Isidro Figueras se révèle en 1932 en prenant la troisième place du Tour de Catalogne. Sur piste, il se distingue en battant le record d'Espagne du kilomètre. En 1933, il s'impose sur une étape du Tour de Pontevedra, et termine deuxième du Trofeo Masferrer. Cette même année, il devient le premier cycliste espagnol à terminer le Tour d'Italie, en même temps que son compatriote Vicente Trueba. Il réalise sa meilleure saison en 1934, en remportant le Trofeo Masferrer et une étape du Tour de Catalogne. En 1935, il participe à la première édition du Tour d'Espagne, où il signe plusieurs tops 10. Il se présente également au départ du Tour de France, mais ne termine pas l'épreuve. Il met un terme à sa carrière en fin d'année 1936.
Isidro Figueras a résidé pendant sa carrière à Toulouse en France. Il décède le 1er mars 1998 dans cette même ville à l'âge de 85 ans.

## Palmarès
- 1932
  - 3e du Tour de Catalogne
- 1933
  - 3e étape du Tour de Pontevedra
  - 2e du Trofeo Masferrer
  - 3e du championnat de Catalogne
- 1934
  - Trofeo Masferrer
  - 1re étape du Tour de Catalogne
  - 2e du Circuit du Béarn
  - 3e du Circuit du Cantal
  - 3e du championnat de Catalogne
- 1936
  - 3e de Tarragone-Madrid

## Résultats sur les grands tours

### Tour de France
1 participation
- 1935 : non-partant (6e étape)

### Tour d'Italie
1 participation
- 1933 : 39e

### Tour d'Espagne
1 participation
- 1935 : 21e